# Mandíbula de Banyoles
La mandíbula de Banyoles és un fòssil pertanyent a un individu del gènere Homo de Neandertal.

## Història del descobriment
L'abril de 1887 el picapedrer Llorenç Roura informà el farmacèutic Pere Alsius que havia trobat l'empremta de dues dents que semblaven humanes en un bloc de travertí que estava tallant en una pedrera de Banyoles, concretament al Pla de la Formiga. Pere Alsius va anar a buscar-la i s'endugué el bloc de pedra a casa, a on amb cura i paciència arrencà el travertí que cobria la part externa de la mandíbula: durant el descobriment o l'extracció del travertí es van fragmentar el cos i la branca esquerra i potser també la part anterior del cos dret. Pere Alsius la restaurà, però s'equivocà en l'orientació dels dos premolars esquerres que van estar mal col·locats fins al 1956 quan tornà a ser restaurada per Santiago Alcobé.

## Estudi de la mandíbula
A banda del mateix Alsius, la mandíbula ha estat repetidament estudiada per diversos equips d'investigadors: Harlé, Hernández Pacheco, Hugo Obermaier, G. Bonarelli, S. Alcobé, el matrimoni Lumley i H. Roth.

### Pere Alsius
Cap al 1907 Pere Alsius feu el primer estudi de la mandíbula de Banyoles que figura al capítol XXII de la seva obra inèdita El magdalenense en la provincia de Gerona. En aquest treball fa un estudi morfològic de la peça. Els caràcters més importants descrits són:
El notable desenvolupament dels molars posteriors, l'important desgast de totes les peces dentàries amb direcció obliqua cap a fora del pla d'oclusió, la robustesa de la branca ascendent i, sobretot, l'absència d'apòfisi mentoniana.
També fa un estudi comparatiu assenyalant la semblança amb altres peces antropològiques pertanyents al que l'autor en diu quaternari inferior, com són les mandíbules de La Naulette, Malarnaud i Spy. Sobretot subratlla la semblança amb la mandíbula d'Arcy-sur-Cure amb la qual en fa una comparança molt detallada, sobretot dels caràcters dimensionals corresponents a la robustesa del cos mandibular.
Per comparació amb les restes d'Arcy-sur-Cure i per estudis geològics per datar l'estrat de la roca que incloïa la peça, Alsius situa la mandíbula en l'època del magdalenià i l'atribueix a un tipus intermedi entre Neandertal i l'humà actual segons la informació proporcionada per la 3a edició del llibre de Gabriel de Mortillet La préhistorique. Cal recordar que aleshores es desconeixien els fòssils d'australopitecs i altres formes d'Homo anteriors als neandertals, i que per tant els neandertals eren l'ètnia humana coneguda més antiga.

### Hugo Obermaier i Hernández Pacheco
L'any 1914 l'alemany Dr. Hugo Obermaier era al sud de França fent excavacions quan començà la Primera Guerra mundial. Travessà la frontera i va aprofitar per anar a Banyoles, ja que coneixia l'existència de la mandíbula gràcies a una publicació de Manuel Cazurro sobre les coves de Serinyà i altres estacions prehistòriques del nord-est de Catalunya. Va demanar a Pere Alsius que li permetés endur-se-la a Madrid per tal de fer-ne un estudi al màxim de complet, el resultat del qual és la publicació d'una monografia elaborada juntament amb el doctor Hernández Pacheco amb el títol La mandíbula neanderthaloide de Bañolas, publicat el febrer del 1915, coincidint amb la mort del seu descobridor.
Les conclusions de l'estudi d'Obermaier i Pacheco són que la mandíbula té caràcters propis dels neandertals, que són:
- Manca gairebé absoluta de mentó.
- Gran obertura de l'arc dentari i dentició molt robusta.
- Cos mandibular baix, arrodonit i gruixut.
- Posició de l'apòfisi coronoides a la mateixa alçada que el còndil.
- Escotadura sigmoidea poc profunda.
- Angle mandibular petit (105º).

També té alguns caràcters diferents d'altres mandíbules del Paleolític superior que indiquen que la de Banyoles n'és més evolucionada:
- Mentó naixent en contraposició a la falta absoluta.
- Posició vertical de les branques ascendents, en contrast amb la divergència d'aquestes.
- Situació interna del còndil en comptes d'externa, en relació amb el pla exterior de la branca ascendent.
- Inserció del digàstric a la base de la cara interna i no a la mateixa vora inferior.

La conclusió que en van treure era que la mandíbula corresponia a un neandertal tardà d'uns 40 anys que va viure al mosterià.
Durant l'estada a Madrid la mandíbula va tenir un accident: mentre la fotografiaven va caure a terra i es fracturà. En restaurar-la alteraren l'ordre d'algunes de les dents (I1 i I2 drets i C i P1 drets). Un cop finalitzat l'estudi la mandíbula fou traslladada a Barcelona, on van fer-ne el primer motlle en guix (al laboratori del Museu d'Arqueologia de Catalunya) abans de retornar-la a Banyoles.

### Santiago Alcobé
El 1955 la família Alsius cedí temporalment la mandíbula a Santiago Alcobé, professor d'antropologia de la Universitat de Barcelona. Alcobé va extreure el travertí de la cara interna de la mandíbula, la va netejar, restaurar i va recol·locar correctament la P2 esquerra, la P1 esquerra, la C dreta i la P1 dreta que havien estat mal col·locades després dels 2 accidents que havia patit. L'estat actual és el que deixà Santiago Alcobé. Durant el procés va escriure un diari de treball que restà inacabat. També en realitzà 2 motlles de guix, un abans i un altre després de treure-la del travertí.

### Marie-Antoinette i Henry de Lumley
Els següents a estudiar la mandíbula foren el matrimoni francès format per Marie-Antoinette i Henry de Lumley, ambdós antropòlegs i professors de la Universitat de Marsella. Aquest estudi es feu el 1966 al menjador de casa dels Alsius. El resultat fou La mandíbula de Bañolas, publicat a Barcelona el 1972. Les conclusions del treball pel que fa a les característiques de l'individu són que la mandíbula pertany a una dona, com indica l'escassa amplada, l'índex de robustesa per la seva forma baixa i gruixuda, la presència d'un sol orifici mentonià, les dimensions relativament petites de les dents i un desgast molt important que s'atribueix a l'activitat artesana que en general era més pròpia de les dones. Té una edat de 50 anys, basant-se en el desgast de les dents, tot i que podria ser exagerat a causa del treball d'adobar cuir amb les dents.
Segons Lumley, la mandíbula hauria estat anterior als neandertals per la seva situació estratigràfica i perquè presenta característiques arcaiques i evolucionades alhora. De fet, consideraven que la mandíbula de Banyoles es podia comparar amb altres restes anteneandertals de l'Europa occidental (Montmaurin i Aragó), tot i que també reconeixien que presentava alguns trets pròpiament neandertals. Van llistar-ne les característiques:
- Una gran amplada, una mica més dèbil que la mandíbula de Mauer
- Una arcada basilar estreta i allargada
- Una regió simfisària amb una inclinació menor que la dels neandertals. Una arcada alveolar construïda per sobre l'arcada basilar
- Manca de mentó ossi[1]
- Eminències canines poc visibles
- Una profunda fossa genioglosa
- Espessor dèbil del cos mandibular
- Una branca alta i ampla
- Microdontia relativa[1]
- Un creixement dels molars des de M1 a M3

Tot i això també presenta alguns caràcters arcaics, com els observats a la mandíbula de Mauer:
- Un fort índex de robustesa que en el fòssil de Banyoles depèn de la dèbil alçada del cos més que no pas del gruix, relativament poc elevat
- Solc interoralis ample i profund
- Una cresta triangular prominent: caràcter que també es troba en els neandertals
- Una extroversió de la regió goniaca
- Gran dimensió del còndil

Presenta també caràcters dels neandertals:
- La forma general de la mandíbula: estreta i llarga
- Robustesa creixent de davant a darrere fins a M3
- Paret simfisaria paral·lela al pla frontal
- Una cresta mandíbula ben individualitzada sobre la cara internacional
- Un triangle retromolar gran i profund
- Una arcada dentària en U, amb alineament dels incisius i dels canins segons un mateix pla frontal
- Un predomini de l'amplada sobre la longitud de l'arcada alveolar
- Una predominança del caní sobre el grup dentari caní

Finalment també troba alguns caràcters més evolucionats que els neandertals:
- Posició alta de l'orifici geni superior
- Una zona terminal que sobresurt poc
- La situació de les impressions digàstriques sobre la cara posterior de la símfisi
- Un marge inferior de la regió simfisària arrodonit i estret
- Un sol orifici mentonià, situat prop del límit alveolar
- La posició externa del còndil en relació amb la branca
- Una amplada bicanina sensiblement igual a la longitud alveolar M1-M3.

### Els motlles
Cap al 1970, el Museu Arqueològic de Barcelona realitzà un motlle de silicona a partir d'una còpia feta amb el motlle de 1956. Aquest nou motlle permet fer còpies de polièster. Més endavant, el 1987, Ferran Sancho, del Museu Arqueològic de Barcelona, realitzà a Banyoles un motlle de silicona a partir de la mandíbula original. Aquest motlle és el que s'utilitza actualment i permet fer rèpliques de polièster molt fidedignes.

### El col·loqui de 1987
L'octubre del 1987 es realitzà a Banyoles un col·loqui internacional sobre "La mandíbula de Banyoles en el context dels humans fòssils d'Europa", amb motiu del centenari del descobriment. Arran d'aquest col·loqui, el 1993 es publicà una edició monogràfica titulada La mandíbula de Banyoles en el context dels fòssils humans del Pleistocè, que agrupa algunes ponències presentades i treballs posteriors.

## Datació
S'han fet quatre datacions absolutes que han fixat el travertí que envoltava la mandíbula i una de directa en què s'ha datat la mandíbula.

### Berger & Libby (1966)[9]
Datació basada en carboni 14 a partir de trossos de la matriu de travertí extreta de la part interna de la mandíbula per Santiago Alcobé durant la neteja de la mandíbula. Dona una antiguitat de 17.500 ± 1.000 anys abans del present però els mateixos autors diuen que és massa recent per a una mandíbula considerada neandertaliana i que pot ser a causa d'una contaminació del travertí o una possible remobilització de la mandíbula.

### Yokoyama i cols. (1987)[10]
Datació basada en sèries d'urani sobre travertí de la zona de Banyoles sense especificar lloc ni profunditat de la mostra. Dona una antiguitat de 73.000 ± 4.000 anys, però diuen que és massa jove per la morfologia primitiva de la mandíbula. Per això consideraren que el sistema travertínic s'havia obert a la migració de radioisòtops més joves i, per tant, la datació real seria de 110.000 anys abans del present.

### Julià & Bischoff (1991)[11]
Datació basada en sèries d'urani a partir de trossos de la matriu de travertí extreta de la part interna de la mandíbula. En aquest estudi es defensa que el sistema travertínic no era obert, ja que el moviment postdeposicional de l'urani rarament és homogeni i no s'han detectat diferències significatives en les seqüències de travertí de pedreres pròximes on va ser trobada la mandíbula. L'estudi dona una antiguitat de 44.800 ± 4.300 anys abans del present.

### Rainer Grun, Julià Maroto i cols. (2006)[12]
Datació per anàlisi no destructiva ESR a partir d'una mostra d'esmalt d'un molar. Es van fer sèries d'ablació d'urani in situ amb làser en fragments de dentina adjacents a l'esmalt. L'anàlisi del fòssil dona una edat de 66.000 ± 7.000 anys. El travertí proper a la mostra també es va analitzar amb sèries d'isòtops d'urani i mostra signes de mobilització d'urani tal com proposava Yokoyama i cols. (Yokoyama, 1987). Això vol dir que la datació dels fragments de la matriu extreta de la mandíbula poden ser més vells del que indicava l'estudi de Julià & Bischoff (Julià, 1991).

## Classificació taxonòmica
La mandíbula de Banyoles és un fòssil de difícil assignació taxonòmica. D'ençà que fou descoberta, s'han proposat moltes teories diferents pel que en fa a la classificació.
El seu descobridor proposà que la mandíbula pertanyia a un individu de l'època del magdalenià d'una ètnia intermèdia entre els neandertals i l'humà modern basant-se en el notable desenvolupament dels molars posteriors, l'important desgast de totes les peces dentàries amb la direcció obliqua cap a fora del pla d'oclusió, la robustesa de la branca ascendent i, sobretot, l'absència de l'apòfisi mentoniana.
Alguns investigadors proposen que la mandíbula pertanyia a Homo erectus. Helga Roth i Christian Simon fan una anàlisi multivariant amb dotze dimensions i 3 angles de 29 mandíbules de neandertals i Homo erectus. Troben una relació entre la mandíbula de Banyoles i els Homo erectus del Plistocè mitjà així com una afinitat amb les mandíbules de femelles de petites dimensions. La peça de Banyoles cau dintre la variabilitat de l'Homo erectus. La relació amb els neandertals és menys clara. Les dimensions són relativament similars però els angles no, ja que els neandertals tenen arcades més grans i la convexitat jugal al nivell del caní o del primer premolar està ben marcada amb uns angles ß més tancats.
Altres autors diuen que la mandíbula era de preneandertal. Marie-Antoinette i Henry de Lumley i Alain Fournier publiquen un estudi en què agrupen la mandíbula de Banyoles amb la d'Arago II, Arago XIII, Asych, Atapuerca 1, Atapuerca 2, Mauer i Montmaurin com a preneandertals basant-se en l'homogeneïtat d'alguns caràcters que les diferencien dels neandertals. En destaquen aquests:
- Dimensions de les mandíbules més grans que les dels humans actuals.
- La situació del foramen mentonià molt baix al nivell del terç inferior del cos de la mandíbula.
- Branques amples i massives a l'extrem superior amb un còndil robust, una apòfisi coronoide curta i gruixuda i una escotadura sigmoidea poc profunda, disposició característica preneandertal que els diferencia dels neandertals i dels humans actuals, que tenen les branques més estretes, altes i amb un extrem superior més esmolat.
- La cara interna de la branca presenta un replec triangular sortint.
- Presència d'un canal retromolar profund. Presència d'un triangle retromolar bast i profund.

Alguns dels investigadors que en feren els primers estudis defensaven que la mandíbula de Banyoles pertanyia a un neandertal tardà. Obermaier i Pacheco arriben a aquesta conclusió basant-se en caràcters propis dels neandertals com ara:
- Manca gairebé absoluta de mentó
- Gran obertura de l'arc dentari
- Dentició molt robusta
- Cos mandibular baix, arrodonit i gruixut
- Posició de l'apòfisi coronoide a la mateixa alçada que el còndil,
- Escotadura sigmoidea poc profunda, angle mandibular petit (105º)

El veien més evolucionat que els neandertals per:
- Mentó naixent en contraposició a la manca absoluta
- Posició vertical de les branques ascendents, en contrast amb la seva divergència
- Situació interna del còndil en comptes d'externa, en relació al pla exterior de la branca ascendent
- Inserció del digàstric a la base de la cara interna i no a la mateixa vora inferior.

També Florentina Sánchez dona arguments a favor de classificar la mandíbula de Banyoles com a neandertal tardana. Compara 21 mandíbules dels diferents grups que es fan habitualment:
- 6 de les que es classifiquen com a preneandertals: Atapuerca 1, Atapuerca 2, Atapuerca 75, Atapuerca 83, Banyoles 1, Montmaurin 1.
- 6 considerades com a Homo sapiens neanderthalensis: La Chapelle-auxSaints, la Naulette 1, La Quina H5, Spy I, Spy II i Zafarraya 2.
- 3 mandíbules considerades com dels primers Homo sapiens moderns del Paleolític superior: Abri Pataud 1, Cro-Magnon 1 i Cro-Magnon 3.
- 6 considerades Homo sapiens sapiens del Paleolític superior: Carigüela 4, Goyet 1, Goyet 2, Laugerie-Basse 1, La Madeleine 1 i Reuviau 1.

Es fixa en el petit espai retromolar (0,5 mm) i els foràmens mentonians situats sota el P4 esquerre i sota el límit posterior del P4 dret que són característiques dels neandertals. L'amplada bicanina alveolar és igual en el conjunt dels preneandertals i els neandertals, entre els quals hi ha la mandíbula de Banyoles, i és superior a la dels primers humans moderns. També la longitud molar és semblant en els preneandertals, neandertals i primers humans moderns, inclosa la de Banyoles, i és superior a la dels Homo sapiens del Paleolític superior. L'altura simfisiària dels neandertals és comparable tant als preneandertals com en els primers Homo sapiens de tipus modern i lleument superior a Homo sapiens sapiens. La mandíbula de Banyoles té una altura de la símfisi idèntica a Atapuerca 1 (preneandertal) i a Abri Pataud 1 (Homo sapiens) i molt pròxima a Montmaurin 1 (preneandertal) i Cro-Magnon3 (Homo sapiens). Les altures del cos mandibular en valors absoluts són molt similars entre els preneandertals, els neandertals i els primers humans moderns. Pel que fa a l'evolució o la disminució de l'altura des de la símfisi fins a la part posterior del cos, Banyoles presenta un model preneandertal i d'humà modern amb altura simfisiària als I superior, igual o inferior a l'altura entre C i P3, i disminució progressiva fins M2/M3, on torna a augmentar. Els neandertals responen a un model diferent: altura màxima a nivell de la símfisi, disminució progressiva de davant a darrere fins a M2/M3 amb una altura estable o lleument augmentada a partir d'aquí i fins a la vora posterior de M3. Segons Florentina els caràcters indiquen que la mandíbula està en la línia evolutiva dels neandertals, però que per l'edat, per la dèbil expressió de les seves autapomorfies neandertalianes i per la seva afinitat amb els humans moderns, podria situar-se més fàcilment al final que al principi d'aquesta línia evolutiva. En els últims representants de l'humà de Neandertal s'ha observat una certa gracilització o atenuació del que s'ha anomenat neandertalització com en els casos de fòssils del Pròxim Orient d'edat un mica superior a la de Banyoles; o els fòssils de Saint-Cesaire i Zafarraya 2, d'edats una mica més recents.